# ウォヴィチ
ウォヴィチ（Łowicz [ˈwɔvʲit͡ʂ]）は、ポーランドの都市。ウッチ県に属する。人口は約3万人。
近隣の都市としては、約75キロ東にワルシャワ、50キロ南西にウッジが位置している。現在は人口3万の小規模な都市だが、一時はポーランド・リトアニア連合王国における副都であった。そのため、街には大規模な大聖堂も設けられた。17世紀半ばにはスウェーデンとの戦争によって街の多くが破壊された。1793年、第二次ポーランド分割によって、ウォヴィチはプロイセン領に併合された。その後、ワルシャワ公国の統治を経て、ウィーン体制以降はロシアの支配下におかれた。第一次世界大戦を経てポーランドが独立すると、ウォヴィチはポーランド領に属することになった。現在は食品加工業が栄えている。